# Perfect Tour
Perfect Tour este o agenție de turism înființată în anul 2004. Perfect Tour  care se află pe primul loc în topul agențiilor de turism din România ca cifră de afaceri, câștigând in mai 2014 in cadrul Galei Premiilor de Excelență Arhivat în 25 mai 2014, la Wayback Machine. în Turism locul I, cea mai buna agenție de turism din România si locul II la categoria turism business & MICE.
Perfect Tour lansează, în premieră pe piața din România, Travel Boutique, un concept rezultat în urma unui sondaj realizat pe un eșantion reprezentativ de zece mii de pasionați de călătorii. Acesta este situat, pe bulevardul Calea Victoriei, la numărul 100, lângă Hotelul Athenee Palace Hilton și vizavi de Hotelul Radisson Blu.

## Sedii
Perfect Tour are 200 angajați și filiale proprii în 11 orașe:  București, Brașov, Buzău, Cluj, Constanța, Craiova, Galați, Iași, Pitești, Ploiești și Tulcea.

## Conducere
Compania Perfect Tour este deținută de Corina Păcuraru.

## Cifra de afaceri
În 2008: 24 milioane euro
În 2009: 22 milioane euro, ocupând a patra poziție în topul primelor 5 agenții de turism din România.
În 2010: 21 milioane euro Arhivat în 21 februarie 2013, la Wayback Machine.
În 2011: 27 milioane euro
În 2012 : 30 milioane euro
În 2013: 50 milioane euro, ocupand primul loc in topul agentiilor de turism din România.

## Impact
În 2008 Perfect Tour a devenit GSA Rail Europe, cea mai extinsă rețea de căi ferate din Europa. În 2009 Perfect Tour a devenit partener agreat Disneyland Paris în România. De  asemenea, Perfect Tour este agent autorizat al touroperatorilor: TUI, Neckermann, Dertour, GTA. Afilierile Perfect Tour: IATA, UFTAA, ASTA, CECTA, ANAT.
Aria de expertiză Perfect Tour include servicii dedicate segmentului leisure (cazări interne și externe, vacanțe, bilete de avion și de tren) dar și segmentului corporate.